# Adhemar Pimenta
Adhemar Pimenta (Rio de Janeiro, 1896. április 12. – Rio de Janeiro, 1970. augusztus 26.) brazil labdarúgóedző.